# 圣乔治堡 (萨莱诺省)
圣乔治堡（義大利語：Castel San Giorgio）是意大利萨莱诺省的一个市镇。总面积13平方公里，人口13536人，人口密度1041.2人/平方公里（2009年）。ISTAT代码为065034。